# Понедельник, Виктор Владимирович
Ви́ктор Влади́мирович Понеде́льник (22 мая 1937, Ростов-на-Дону — 5 декабря 2020, Москва) — советский футболист, нападающий. Известен по выступлениям за ростовский СКА и сборную СССР. Автор «золотого гола» в финале чемпионата Европы 1960. Заслуженный мастер спорта СССР (1965). Впоследствии журналист, главный редактор еженедельника «Футбол — Хоккей».

## Биография

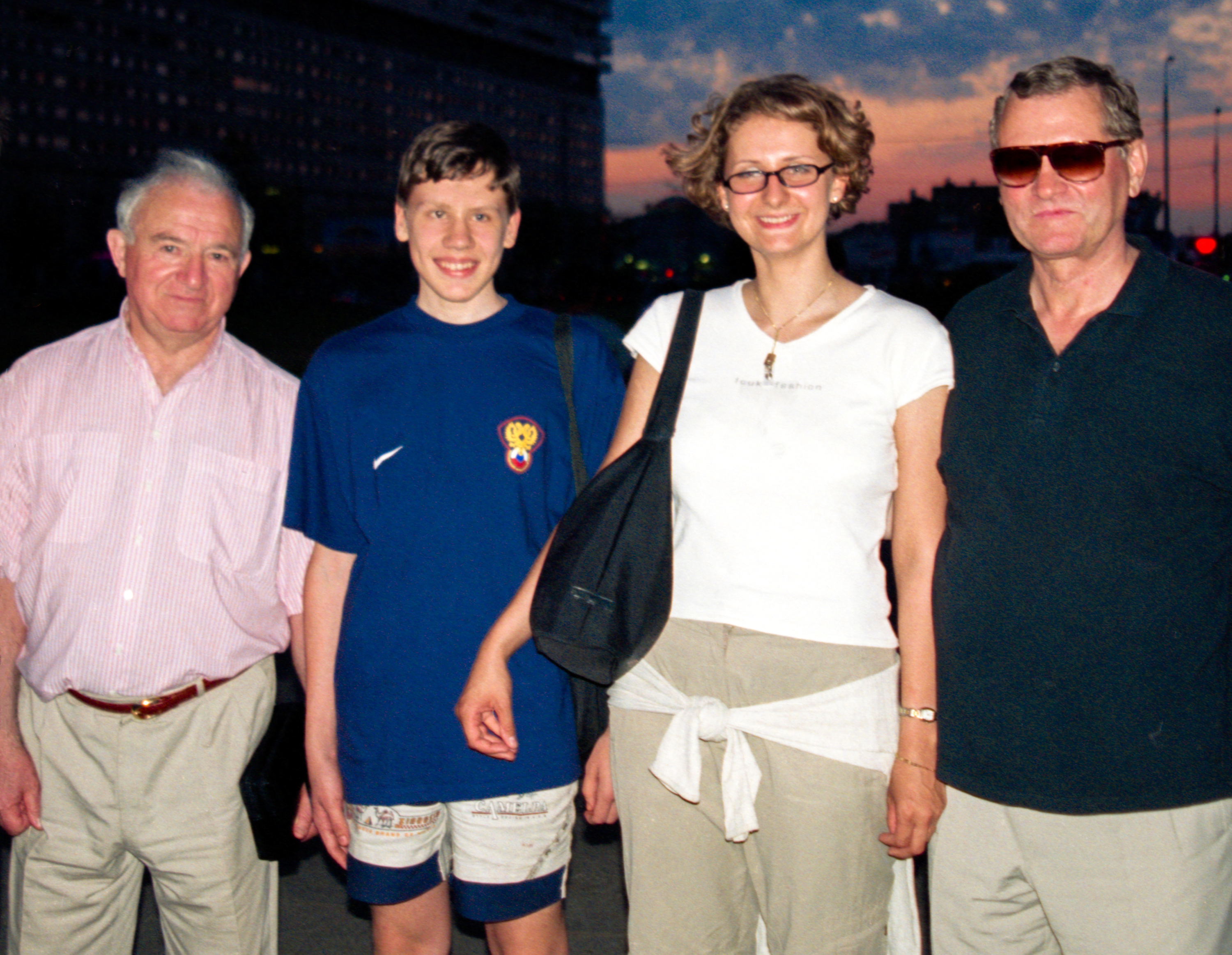
С Н. П. Симоняном, Д. Л. Медведевым и дочерью Анастасией, июль 1999 года

Виктор Понедельник родился 22 мая 1937 года. Уроженец Ростова-на-Дону, начал свою футбольную карьеру будучи курсантом ростовского военного училища (ныне ростовский военный институт ракетных войск им. М. И. Неделина) в любительском футбольном кружке «Буревестник», где и проявился его талант футболиста.
В 1956 году Понедельник перешёл в стан ростовского футбольного клуба «Торпедо», который выступал в классе «Б» второй зоны Чемпионата СССР по футболу, забив три гола в пяти матчах. Команда по итогам сезона заняла 12-е место, выиграв 11 встреч при 8 ничьих и 15 поражениях. В 1957 году «Торпедо» переименовано в «Ростсельмаш».
С 1959 года выступал в местном спортивном клубе военного округа (СКВО) нынешний СКА из Ростова-на-Дону. Дебютировал с командой в классе «А» чемпионата СССР и забил гол в ворота ЦСК МО.
За особые успехи в спорте получил приглашение в сборную СССР, где вслед за Юрием Кузнецовым стал одним из первых в истории сборной футболистом, призванным в первую сборную не из команды высшего дивизиона. 19 мая 1960 года дебютировал за сборную СССР в товарищеской игре против Польши (7:1) и забил 3 гола. Попал в заявку сборной СССР на первый чемпионат Европы во Франции 1960 года. В финале, где сборная СССР уступала в первой половине матча 0:1 сборной Югославии, в начале следующей половины на 49-й минуте Слава Метревели сравнял счёт, и в упорной игре дополнительного тайма на 113-й минуте гол Виктора Понедельника стал «золотым». Сборная СССР выиграла Кубок Европы, став первыми обладателями данного трофея. В том же году Понедельник был включён в список лучших игроков сезона чемпионата СССР, где находился ещё три года подряд.
В 1961 году перешёл в московский ЦСКА, но, не сыграв ни одной минуты, возвратился в ростовский СКА. Продолжил карьеру в СКА вплоть до 1965 года. За это время участвовал на чемпионате мира 1962 года, где сборная добралась до четвертьфинала. На ЧЕ-1964 в составе сборной СССР стал серебряным призёром.
В 1966 году перешёл в московский «Спартак», но, не сыграв ни одного матча, как и ранее в ЦСКА, завершил карьеру.
Всего в период с 1956 по 1966 год Понедельник участвовал в 217 матчах чемпионатов СССР, забив 86 голов, за сборную СССР провёл 29 матчей, отправив в ворота соперников 20 мячей. 23 октября 1966 года провёл прощальный матч против сборной ГДР (2:2).
После завершения карьеры футболиста тренировал «Ростсельмаш» в 1966—1969 годах. После 1969 года окончательно закончил спортивную карьеру и пошёл по стопам отца, став спортивным обозревателем. В 1984—1990 годах — главный редактор еженедельника «Футбол — Хоккей».
В дальнейшем Понедельник был не только журналистом, но и занимал пост советника Управления Президента Российской Федерации по вопросам казачьих войск, существовавшего в 1998—2003 годах.
После смерти Анатолия Крутикова в ноябре 2019 года Виктор Понедельник оставался последним живущим чемпионом Европы по футболу 1960 года.
Скончался 5 декабря 2020 года после тяжёлой и продолжительной болезни в Москве. Похоронить Виктора Владимировича в Ростове-на-Дону, согласно его желанию, помешала пандемия. Часть праха захоронена 11 декабря на Троекуровском кладбище (участок 24а), часть хранится у дочери футболиста и будет захоронена в Ростове-на-Дону после улучшения эпидемиологической ситуации.

## Достижения

### Командные
- Победитель чемпионата Европы: 1960
- Серебряный призёр чемпионата Европы: 1964

### Личные
- В списке 33 лучших футболистов сезона в СССР (5):  № 1 (1960, 1961, 1962, 1963), № 3 (1959)
- Лучший бомбардир Чемпионата Европы: 1960 (2 гола)
- Член символической сборной по итогам чемпионата Европы по версии УЕФА: 1960[7]

## Семья и личная жизнь
Родился в семье местного журналиста и военной медсестры. Фамилия Понедельник, со слов прабабушки, произошла после отмены крепостного права, когда его предки бежали на Дон, — нетрезвый писарь в графу «фамилия» вписал день недели. Проживал в Москве, поблизости от Ростовской набережной. 
Дочь — Анастасия.

## Память
- В 2012 году болельщики «Ростова» сделали приз лучшему игроку команды в виде статуэтки, изображающей Виктора Понедельника (скульптор Андрей Следков), её ежегодно вручают в конце сезона.

Памятник Виктору Владимировичу Понедельнику у входа в Западную трибуну стадиона Олимп

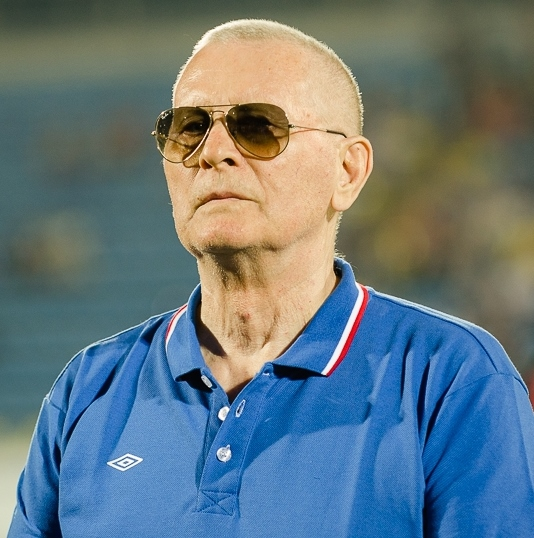
Виктор Понедельник в 2015 году

- В Ростове-на-Дону на стадионе «Олимп-2» 28 августа 2015 года установлен памятник, изображающий молодого Понедельника с кубком в руках (скульптор Дмитрий Лындин)[10].
- В 2021 году открыли мемориальную доску на доме 137/50 по Пушкинской улице, где проживал Виктор Понедельник[11].

Памятная доска на доме по адресу улица Пушкинская 137/50 в Ростове-на-Дону, где жил Виктор Владимирович

## Награды и звания
- Заслуженный мастер спорта
- Мастер спорта СССР (1957[12])
- Почётный Знак «За заслуги в развитии физической культуры и спорта» Госкомитета по физической культуре, спорту и туризму
- Почётный Знак «За заслуги в развитии Олимпийского движения в России»
- Золотая медаль «За выдающиеся спортивные достижения»
- Орден «Знак Почёта» (1980)
- Орден Дружбы (1997)
- Кавалер рубинового ордена УЕФА «За заслуги» (2009)
- Почётный гражданин Ростова-на-Дону (2009)[13]
- Орден «За заслуги перед Ростовской областью» (2013)[14]

## Книги
- В. Понедельник. Любовь моя, футбол. — Ростов-на-Дону: Ростовское книжное издательство, 1970. — 192 с. — 50 000 экз.
- В. Понедельник. Штрафная площадка. — Молодая гвардия, 1977. — 224 с. — (Спорт и личность (ежегодник)). — 100 000 экз.
- В. Понедельник. Мяч – в ворота. — М.: Малыш, 1980. — 36 с. — 200 000 экз.
- В. Понедельник. Исповедь центрального нападающего. — М.: Воениздат, 1997. — 144 с. — 15 000 экз.